# Poneys des montagnes et des landes

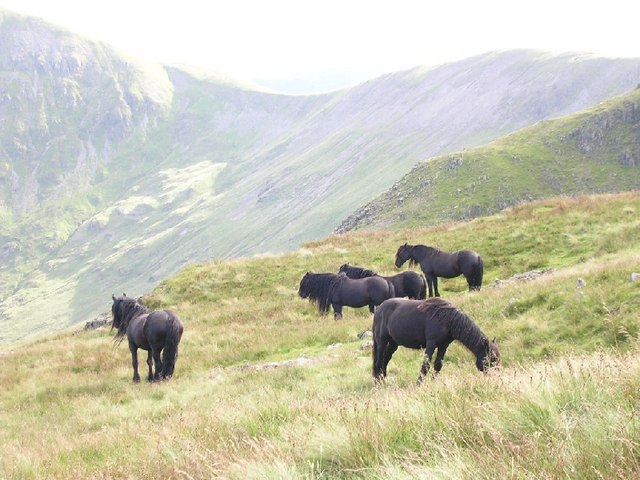
Des poneys de race Fell, exemple de mountain and moorlands

Les poneys des montagnes et des landes (en anglais : mountain and moorland pony breeds ou M&M ponies) sont un groupe de poneys et de petits chevaux rustiques originaires des régions de montagnes et de landes des îles Britanniques. La plupart de ces races sont dérivées de poneys semi-sauvages, et certains d'entre eux vivent encore de cette manière, tout en étant pleinement domestiqués pour l'équitation et le travail.

## Dénomination et caractéristiques
Lætitia Bataille signale l'existence du groupe de poneys britanniques dits moutain and moorlands ponies, traduisant ce concept par « poneys des montagnes et des landes ».
Ces poneys ont en commun leur vie en plein air à l'extérieur, toute l'année. Les grands chevaux indigènes des îles britanniques (notamment les races de trait) ne sont pas considérés comme appartenant aux poneys des montagnes et des landes.

## Histoire

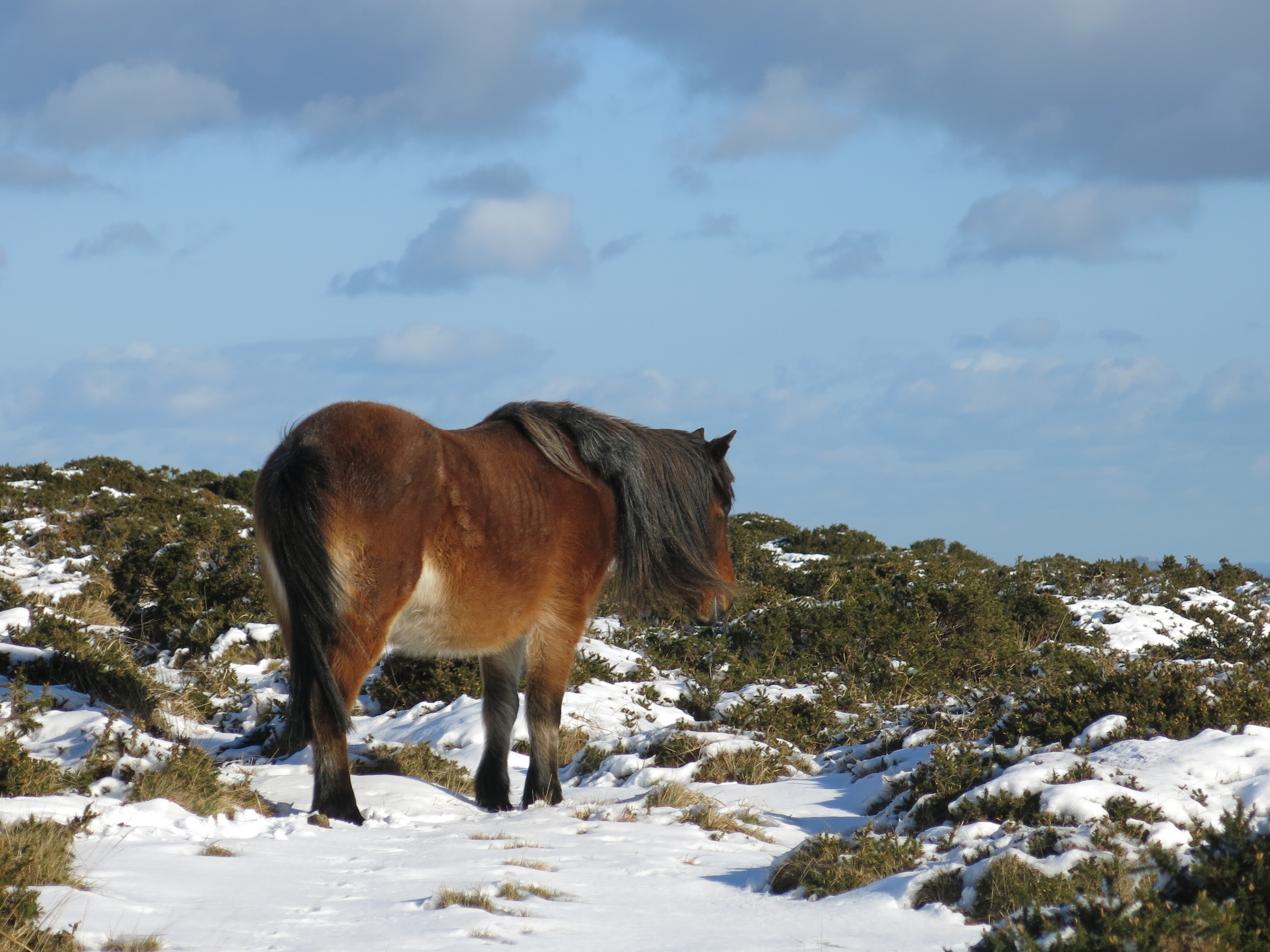
Poney Dartmoor.

Le 10 février 1912, le Committee on the improvement of Mountain and Moorland ponies (Comité de l'amélioration des poneys des montagnes et des landes) est créé.
Il définit la même année ce qu'est un poney mountain and moorland, et insiste sur la valeur nationale de ces races de poneys, en tant qu'ancêtres des races britanniques de chevaux de selle et d'attelage tels que le Hackney, le Hunter, le Pur-sang et le Poney de polo. Ce comité définit la valeur de ces poneys par leur vie en plein air et les conditions sauvages dans lesquelles ils sont élevés.
Il pose un objectif de maintien de la pureté de ces races, préconisant l'ouverture de stud-books dans ce but. Des primes d'élevage et des concours sont mis en place afin d'écarter les sujets de médiocre qualité de la reproduction.

## Listes des races

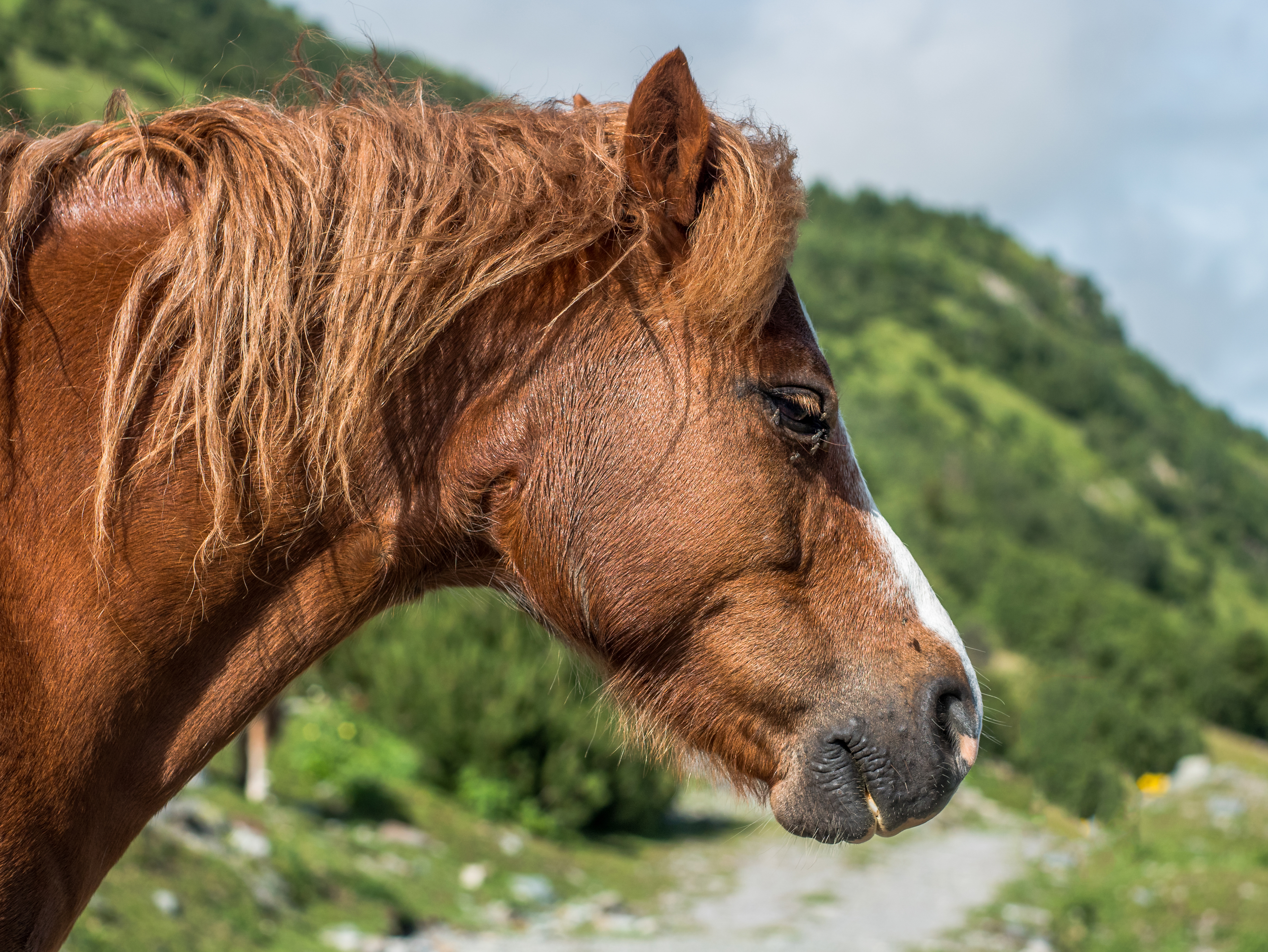
Tête d'un poney Welsh.

Traditionnellement, les poneys des montagnes et des landes comportent neuf races, les quatre types gallois étant comptés comme un seul. Les Welshes, ou poneys gallois, sont sans ambiguïté les plus populaires de ces poneys.
Durant les dernières décennies, au moins deux autres types ont été identifiés : l'Eriskay, et le Kerry bog. 
- Poney Shetland, des îles du même nom au nord de l'Écosse.
- Poney Exmoor, d'Exmoor dans le Somerset et le Devon au sud-ouest de l'Angleterre.
- Poney Dartmoor, de Dartmoor dans le Devon au sud-ouest de l'Angleterre.
- Welsh, section A, B, C et D, du pays de Galles.
- Eriskay, de l'île des Hébrides du même nom.
- Kerry bog, du sud-ouest de l'Irlande.

- Connemara, comté de Galway à l'ouest de l'Irlande.
- Highland, d’Écosse.
- Dales, des Pennines de l'est au Nord de l'Angleterre[9].
- Fell, de Cumbria au nord-ouest de l'Angleterre.
- New Forest, de la New Forest dans le Hampshire sur la côte sud de l'Angleterre.
- Galloway, d'Écosse et du nord de l'Angleterre, maintenant éteint.

## Catégories de taille
En concours de présentation, ces poneys sont divisés en deux catégories, les petites et les grandes tailles. 
Les poneys de grande taille sont les races Connemara, Highland, Dales, Fell, New Forest, Welsh de type cob et Welsh Cob.
Les poneys de petite taille appartiennent aux races Dartmoor, Exmoor, Shetland, Welsh mountain, et Welsh.